# Cifra de substituição monoalfabética

Estas cifras baseiam-se no sistema, Cifra de substituição monoalfabética

Em criptografia, uma cifra de substituição monoalfabética é uma cifra de substituição onde cada letra do texto em claro é substituída por uma outra letra no texto cifrado, de forma constante.
Este tipo de cifra é extremamente vulnerável para aplicações práticas, porém tem valor teórico, educacional e recreativo. Por exemplo, o DES no seu modo ECB pode ser considerado uma cifra de substituição monoalfabética com um alfabeto extremamente grande (de 2^56 símbolos), já que cada bloco de 56 bits será sempre substituído pelo mesmo bloco, qualquer que seja sua posição no texto.
Muitos jornais e revistas publicam cifras deste tipo, usando letras ou símbolos na substituição.
Exemplo de Cifra de substituição monoalfabética

## Tipos de cifra de substituição monoalfabética
Considera-se três tipos de cifra de substituição monoalfabética, que são: Monogrâmicas, Poligrâmicas e  Tomogrâmicas.

### Monogrâmica
Consiste na substituição de caracteres do texto original por um outro, o comprimento do texto cifrado é igual ao comprimento da texto original e a frequência de ocorrência das letras do criptograma é a mesma que a frequência de ocorrência das letras da língua usada no texto original. As cifras de substituição monoalfabética monogrâmica mais antigas são o Atbash e o Código de César.

### Poligrâmica
Utiliza o mesmo paradigma da substituição monoalfabética monogrâmicas, mas entretanto com uma diferença. Substitui-se um grupo de caracteres do texto original por um ou mais caracteres. Então, o texto cifrado não terá o mesmo comprimento que o texto original.

### Tomogrâmica
São aqueles nos quais cada caractere, é substituído por um grupo de duas ou mais letras ou números. O comprimento do criptograma é maior do que o do texto original. Exemplos clássicos deste método são, o código de Políbio e a cifra de Bacon.